# Kellerfalte

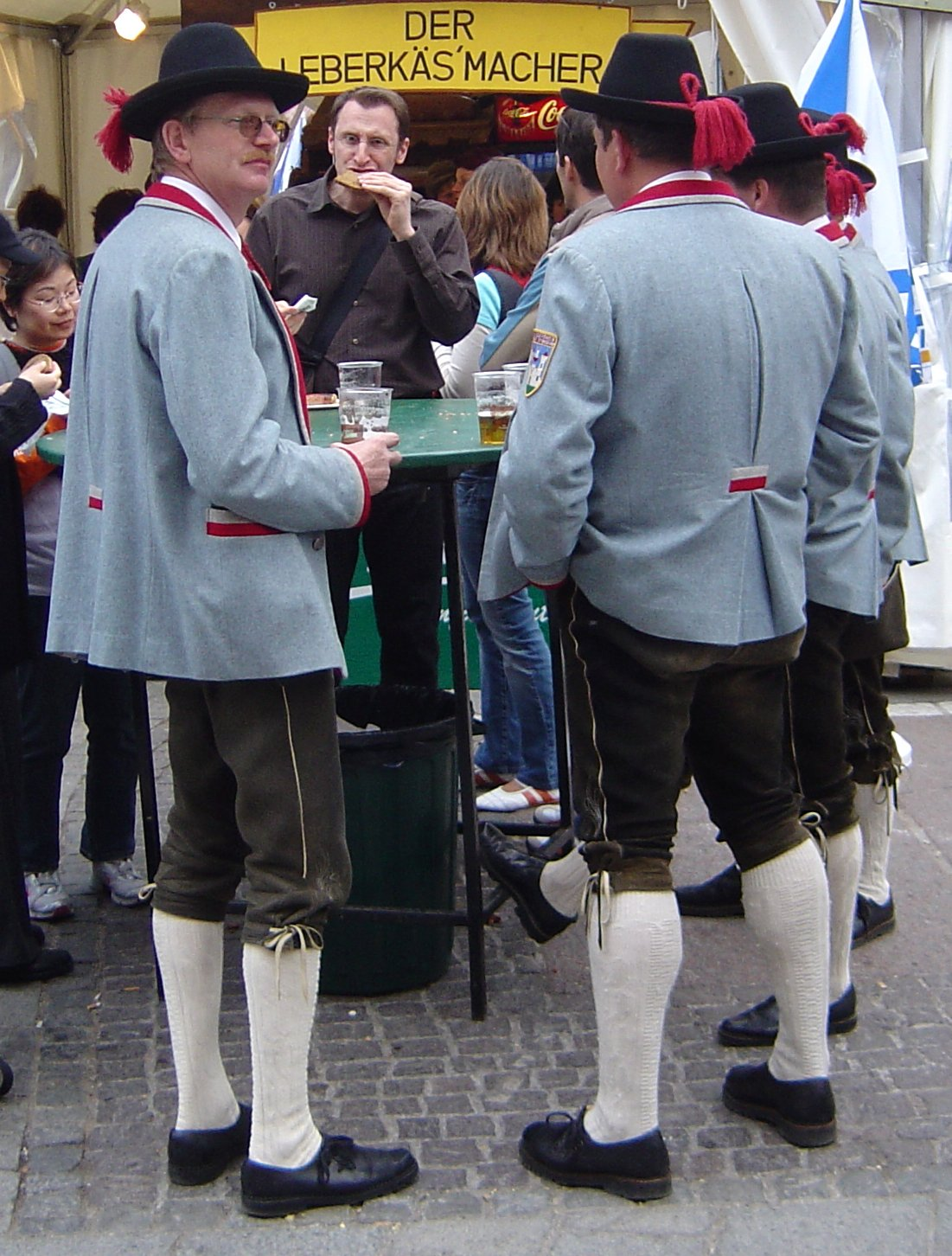
Österreichische Trachtenjacken mit Kellerfalte

Bei der Kellerfalte  stoßen die Brüche zweier zueinander gelegter Falten in der Mitte der Faltentiefe aneinander. Entlang jeder Bruchkante werden beide Falten an den unterliegenden Stoff angenäht. Am Ende dieser Naht, die sehr kurz, aber auch länger sein kann, bildet sich eine tiefe Springfalte, die zum Betrachter hin aufspringt. Die Kellerfalte ist somit die Kehrseite einer Quetschfalte.
In der Vergangenheit wurde eine Kellerfalte im Rückenoberteil des im frühen 18. Jahrhundert aufkommenden eleganten, Schlender (Contouche) genannten Obergewandes eingenäht. Die gleich unter der Schulter aufspringenden Falten schufen die nötige Weite für den Reifrock. Das volkstümliche Manteau de Lit dieser Epoche hatte eine vom Hals bis zur Taille zugenähte, in Taillenhöhe aufspringende Kellerfalte im Rückenteil. In neuerer Zeit ist die Kellerfalte zum Beispiel an Röcken und Kleidern sowie am Rücken von Hemden, Sakkos oder Lodenmänteln gebräuchlich.